# Spoorlijn 49
Spoorlijn 49 is een Belgische spoorlijn die Welkenraedt met Raeren verbindt. De spoorlijn loopt door de provincie Luik.

## Geschiedenis
De lijn van Welkenraedt naar Eupen werd geopend op 1 maart 1864. Het trace Eupen - Raeren werd op 3 augustus 1887 opengesteld. Deze lijn lag destijds op Duits grondgebied en werd geëxploiteerd door de Pruisische Staatsspoorwegen. Na de Eerste Wereldoorlog kwam de lijn geheel op Belgisch grondgebied te liggen. In 1908-1909 werd de lijn op dubbel spoor gebracht. In 1930-1935 werd de lijn weer enkelsporig. Tussen de twee wereldoorlogen werd een dubbelsporige verbindingsboog aangelegd tussen Raeren-Rott en de Vennbahn (spoorlijn 48); deze verbinding werd opgebroken in 1962. Tussen Eupen en Raeren was er een aansluiting naar de stuwdam van Eupen, spoorlijn 49A.
Het reizigersverkeer is opgeheven op 29 maart 1959. Op het traject Welkenraedt - Eupen is het reizigersverkeer weer ingevoerd op 3 juni 1984. Dit enkelsporige traject is sindsdien geëlektrificeerd. Tussen Eupen en Raeren bestaat goederenvervoer ten behoeve van het bedrijf Rails & Traction (het voormalige Locorem), dat de loods van de Vennbahn in Raeren heeft aangekocht en er oude locomotieven wil opknappen voor doorverkoop.

## Treindiensten
De NMBS verzorgt het personenvervoer met IC treinen.
| Serie | Treinsoort       | Route                                                                          | Bijzonderheden |
| ----- | ---------------- | ------------------------------------------------------------------------------ | -------------- |
| IC 01 | Intercity (NMBS) | Eupen – Luik-Guillemins – Brussel-Zuid – Gent-Sint-Pieters – Brugge – Oostende |                |

## Aansluitingen
In de volgende plaatsen is of was er een aansluiting op de volgende spoorlijnen:
Welkenraedt
Spoorlijn 37 tussen Luik-Guillemins en Hergenrath
Spoorlijn 39 tussen Welkenraedt en Montzen / Botzelaer
Raeren-Rott
Spoorlijn 49A tussen Raeren-Rott en de Vesderstuwdam
Raeren
Spoorlijn 48 tussen Stolberg en Sankt-Vith